# Hongkong a 2000. évi nyári olimpiai játékokon
Hongkong az ausztráliai Sydneyben megrendezett 2000. évi nyári olimpiai játékok egyik részt vevő nemzete volt. Az országot az olimpián 9 sportágban 31 sportoló képviselte, akik érmet nem szereztek.

## Asztalitenisz
Férfi
| Versenyző                | Versenyszám | Selejtező         | Csoportkör | Csoportkör | 32-es főtábla                               | Nyolcaddöntő                                                                    | Negyeddöntő       | Elődöntő          | Döntő             | Helyezés |
| Versenyző                | Versenyszám | Ellenfél Eredmény | Ellenfél Eredmény | Hely.      | Ellenfél Eredmény                           | Ellenfél Eredmény                                                               | Ellenfél Eredmény | Ellenfél Eredmény | Ellenfél Eredmény | Helyezés |
| ------------------------ | ----------- | ----------------- | --- | ---------- | ------------------------------------------- | ------------------------------------------------------------------------------- | ----------------- | ----------------- | ----------------- | -------- |
| Cheung Yuk               | Egyes       |                   | H csoport · Kurt Liu (CAN) · 21–15, 21–9, 19–21, 21–15 · Hugo Hoyama (BRA) · 18–21, 21–17, 19–21, 21–15, 21–18                                           | 1.         | Macusita Kódzsi (JPN) · 20–22, 19–21, 17–21 | kiesett                                                                         | kiesett           | kiesett           | kiesett           | 17.      |
| Leung Chu Yan            | Egyes       |                   | I csoport · Ju Szungmin (KOR) · 9–21, 20–22, 19–21 · Mark Smythe (AUS) · 18–21, 21–10, 21–14, 15–21, 20–22                                               | 3.         | kiesett                                     | kiesett                                                                         | kiesett           | kiesett           | kiesett           | 49.      |
| Cheung Yuk Leung Chu Yan | Páros       | erőnyerő          | C csoport · Görögország (GRE) · Daniel Ciókasz · Kalínikosz Kreánga · 21–14, 14–21, 21–14 · Ausztrália (AUS) · Mark Smythe · Simon Gerada · 21–13, 21–17 | 1.         |                                             | Dél-Korea (KOR) · I Csholszung · Ju Szungmin · 21–16, 16–21, 21–19, 9–21, 15–21 | kiesett           | kiesett           | kiesett           | 9.       |

Női
| Versenyző              | Versenyszám | Selejtező         | Csoportkör | Csoportkör | 32-es főtábla     | Nyolcaddöntő      | Negyeddöntő       | Elődöntő          | Döntő             | Helyezés |
| Versenyző              | Versenyszám | Ellenfél Eredmény | Ellenfél Eredmény | Hely.      | Ellenfél Eredmény | Ellenfél Eredmény | Ellenfél Eredmény | Ellenfél Eredmény | Ellenfél Eredmény | Helyezés |
| ---------------------- | ----------- | ----------------- | --- | ---------- | ----------------- | ----------------- | ----------------- | ----------------- | ----------------- | -------- |
| Song Ah Sim            | Egyes       |                   | N csoport · Irina Palina (RUS) · 20–22, 12–21, 22–24 · Mary Musoke (UGA) · 21–16, 21–9, 21–11                                        | 2.         | kiesett           | kiesett           | kiesett           | kiesett           | kiesett           | 33.      |
| Wong Ching             | Egyes       |                   | M csoport · Galina Melnyik (RUS) · 21–16, 22–20, 19–21, 16–21, 17–21 · Shaimaa Abdul Aziz (EGY) · 21–19, 21–12, 21–11                | 2.         | kiesett           | kiesett           | kiesett           | kiesett           | kiesett           | 33.      |
| Song Ah Sim Wong Ching | Páros       | erőnyerő          | F csoport · Japán (JPN) · Fudzsinuma Ai · Konisi An · 19–21, 21–12, 12–21 · Chile (CHI) · Silvia Morel · Sofija Tepes · 21–17, 21–19 | 2.         |                   | kiesett           | kiesett           | kiesett           | kiesett           | 17.      |

## Atlétika
Férfi
| Versenyző                                             | Versenyszám     | Előfutam | Előfutam | Előfutam | Negyeddöntő | Negyeddöntő | Negyeddöntő | Elődöntő | Elődöntő | Elődöntő | Döntő   | Döntő    |
| Versenyző                                             | Versenyszám     | Idő      | Hely.    | Össz.    | Idő         | Hely.       | Össz.       | Idő      | Hely.    | Össz.    | Idő     | Helyezés |
| ----------------------------------------------------- | --------------- | -------- | -------- | -------- | ----------- | ----------- | ----------- | -------- | -------- | -------- | ------- | -------- |
| Chiang Wai Hung                                       | 100 m           | 10,64    | 6.       | 66.      | kiesett     | kiesett     | kiesett     | kiesett  | kiesett  | kiesett  | kiesett | kiesett  |
| To William Ho Kwan Lung Tang Hon Sing Chiang Wai Hung | 4 × 100 m váltó | 40,15    | 7.       | 33.      |             |             |             | kiesett  | kiesett  | kiesett  | kiesett | kiesett  |

Női
| Versenyző   | Versenyszám | Előfutam | Előfutam | Előfutam | Döntő   | Döntő    |
| Versenyző   | Versenyszám | Idő      | Hely.    | Össz.    | Idő     | Helyezés |
| ----------- | ----------- | -------- | -------- | -------- | ------- | -------- |
| Chan Maggie | 5000 m      | 16:20,43 | 16.      | 43.      | kiesett | kiesett  |
| Chan Maggie | 10 000 m    | 35:21,20 | 20.      | 39.      | kiesett | kiesett  |

## Evezés
Férfi
| Versenyző               | Versenyszám              | Előfutam | Előfutam | Vigaszág | Vigaszág | Elődöntő | Elődöntő | Elődöntő | Döntő | Döntő   | Döntő | Helyezés |
| Versenyző               | Versenyszám              | Idő      | Hely.    | Idő      | Hely.    | Típus    | Idő      | Hely.    | Típus | Idő     | Hely. | Helyezés |
| ----------------------- | ------------------------ | -------- | -------- | -------- | -------- | -------- | -------- | -------- | ----- | ------- | ----- | -------- |
| Lo Sing Yan Lui Kam Chi | Könnyűsúlyú kétpárevezős | 7:00,75  | 5.       | 7:05,05  | 4.       |          |          |          | C     | 6:49,19 | 4.    | 16.      |

Női
| Versenyző  | Versenyszám  | Előfutam | Előfutam | Vigaszág | Vigaszág | Elődöntő | Elődöntő | Elődöntő | Döntő | Döntő   | Döntő | Helyezés |
| Versenyző  | Versenyszám  | Idő      | Hely.    | Idő      | Hely.    | Típus    | Idő      | Hely.    | Típus | Idő     | Hely. | Helyezés |
| ---------- | ------------ | -------- | -------- | -------- | -------- | -------- | -------- | -------- | ----- | ------- | ----- | -------- |
| Fenella Ng | Egypárevezős | 8:19,88  | 5.       | 8:16,62  | 4.       | C/D      | 8:21,40  | 3.       | C     | 8:11,06 | 4.    | 16.      |

## Kerékpározás

### Hegyi-kerékpározás
| Versenyző       | Versenyszám      | Idő                    | Helyezés |
| --------------- | ---------------- | ---------------------- | -------- |
| Yeung Alexandra | Női terepverseny | 2:11:29,79 (+22:05,41) | 27.      |

### Pálya-kerékpározás
Pontversenyek
| Név         | Versenyszám       | Pont | Körhátrány | Helyezés |
| ----------- | ----------------- | ---- | ---------- | -------- |
| Wong Kam Po | Férfi pontverseny | 14   | -2         | 11.      |

## Műugrás
Férfi
| Versenyző | Versenyszám    | Selejtező | Selejtező | Elődöntő | Elődöntő | Döntő   | Döntő    |
| Versenyző | Versenyszám    | Pont      | Helyezés  | Pont     | Helyezés | Pont    | Helyezés |
| --------- | -------------- | --------- | --------- | -------- | -------- | ------- | -------- |
| Yu Yuet   | Egyéni műugrás | 227,64    | 48.       | kiesett  | kiesett  | kiesett | kiesett  |

## Sportlövészet
Férfi
| Versenyző   | Versenyszám          | Selejtező | Selejtező | Döntő   | Döntő    |
| Versenyző   | Versenyszám          | Pont      | Helyezés  | Pont    | Helyezés |
| ----------- | -------------------- | --------- | --------- | ------- | -------- |
| Li Hao Jian | Gyorstüzelő pisztoly | 571       | 18.*      | kiesett | kiesett  |

* - egy másik versenyzővel azonos eredményt ért el

## Tollaslabda
| Versenyző                 | Versenyszám  | Selejtező         | 32-es főtábla                                                               | Nyolcaddöntő      | Negyeddöntő       | Elődöntő          | Döntő             | Helyezés |
| Versenyző                 | Versenyszám  | Ellenfél Eredmény | Ellenfél Eredmény                                                           | Ellenfél Eredmény | Ellenfél Eredmény | Ellenfél Eredmény | Ellenfél Eredmény | Helyezés |
| ------------------------- | ------------ | ----------------- | --------------------------------------------------------------------------- | ----------------- | ----------------- | ----------------- | ----------------- | -------- |
| Ng Wei                    | Férfi egyes  | erőnyerő          | Ji Xinpeng (CHN) · 15–7, 4–15, 11–15                                        | kiesett           | kiesett           | kiesett           | kiesett           | 17.      |
| Tam Kai Chuen             | Férfi egyes  | erőnyerő          | Hendrawan (INA) · 7–15, 7–15                                                | kiesett           | kiesett           | kiesett           | kiesett           | 17.      |
| Ling Wan Ting             | Női egyes    | erőnyerő          | Gong Zhichao (CHN) · 4–11, 3–11                                             | kiesett           | kiesett           | kiesett           | kiesett           | 17.      |
| Koon Louisa               | Női egyes    | erőnyerő          | Kelly Morgan (GBR) · 11–8, 3–11, 1–11                                       | kiesett           | kiesett           | kiesett           | kiesett           | 17.      |
| Ling Wan Ting Koon Louisa | Női páros    |                   | Dánia (DEN) · Helene Kirkegaard · Rikke Olsen · 9–15, 15–13, 5–15           | kiesett           | kiesett           | kiesett           | kiesett           | 17.      |
| Koon Louisa Tam Kai Chuen | Vegyes páros |                   | Svédország (SWE) · Jenny Karlsson · Fredrik Bergström · 13–15, 15–10, 12–15 | kiesett           | kiesett           | kiesett           | kiesett           | 17.      |

## Úszás
Férfi
| Versenyző       | Versenyszám    | Előfutam | Előfutam | Előfutam | Elődöntő | Elődöntő | Elődöntő | Döntő   | Döntő    |
| Versenyző       | Versenyszám    | Idő      | Hely.    | Össz.    | Idő      | Hely.    | Össz.    | Idő     | Helyezés |
| --------------- | -------------- | -------- | -------- | -------- | -------- | -------- | -------- | ------- | -------- |
| Fu Wing Harbeth | 50 m gyors     | 24,20    | 8.       | 53.      | kiesett  | kiesett  | kiesett  | kiesett | kiesett  |
| Kwok Mark       | 200 m gyors    | 1:52,71  | 4.       | 26.      | kiesett  | kiesett  | kiesett  | kiesett | kiesett  |
| Kwok Mark       | 400 m gyors    | 3:58,94  | 2.       | 30.      |          |          |          | kiesett | kiesett  |
| Kwok Mark       | 200 m pillangó | 2:01,99  | 3.       | 32.      | kiesett  | kiesett  | kiesett  | kiesett | kiesett  |
| Kwok Matthew    | 100 m mell     | 1:05,28  | 5.       | 50.      | kiesett  | kiesett  | kiesett  | kiesett | kiesett  |
| Tam Chi Kin     | 200 m mell     | 2:24,04  | 7.       | 42.      | kiesett  | kiesett  | kiesett  | kiesett | kiesett  |
| Fong Alex       | 200 m hát      | 2:05,47  | 1.       | 33.      | kiesett  | kiesett  | kiesett  | kiesett | kiesett  |
| Fong Alex       | 200 m vegyes   | 2:09,00  | 6.       | 46.      | kiesett  | kiesett  | kiesett  | kiesett | kiesett  |
| Fong Alex       | 400 m vegyes   | 4:29,02  | 1.       | 34.      |          |          |          | kiesett | kiesett  |

Női
| Versenyző      | Versenyszám    | Előfutam | Előfutam | Előfutam | Elődöntő | Elődöntő | Elődöntő | Döntő   | Döntő    |
| Versenyző      | Versenyszám    | Idő      | Hely.    | Össz.    | Idő      | Hely.    | Össz.    | Idő     | Helyezés |
| -------------- | -------------- | -------- | -------- | -------- | -------- | -------- | -------- | ------- | -------- |
| Tsai Sherry    | 50 m gyors     | 27,38    | 5.       | 47.      | kiesett  | kiesett  | kiesett  | kiesett | kiesett  |
| Tsai Sherry    | 100 m hát      | 1:05,28  | 2.       | 33.      | kiesett  | kiesett  | kiesett  | kiesett | kiesett  |
| Chiu Caroline  | 100 m mell     | 1:15,87  | 5.       | 36.      | kiesett  | kiesett  | kiesett  | kiesett | kiesett  |
| Kong Flora     | 100 m pillangó | 1:04,09  | 2.       | 42.      | kiesett  | kiesett  | kiesett  | kiesett | kiesett  |
| Chan Wing Suet | 200 m pillangó | 2:19,86  | 1.       | 33.      | kiesett  | kiesett  | kiesett  | kiesett | kiesett  |

## Vitorlázás
Férfi
| Versenyző | Versenyszám     | Futam | Futam | Futam | Futam | Futam | Futam | Futam | Futam | Futam | Futam | Futam | Pontszám | Helyezés |
| Versenyző | Versenyszám     | 1     | 2     | 3     | 4     | 5     | 6     | 7     | 8     | 9     | 10    | 11    | Pontszám | Helyezés |
| --------- | --------------- | ----- | ----- | ----- | ----- | ----- | ----- | ----- | ----- | ----- | ----- | ----- | -------- | -------- |
| Ho Chi Ho | Szörfvitorlázás | 12    | 29    | 29    | 19    | 24    | (31)  | 27    | 13    | 18    | (32)  | 29    | 200,0    | 28.      |

Női
| Versenyző    | Versenyszám     | Futam | Futam | Futam | Futam | Futam | Futam | Futam | Futam | Futam | Futam | Futam | Pontszám | Helyezés |
| Versenyző    | Versenyszám     | 1     | 2     | 3     | 4     | 5     | 6     | 7     | 8     | 9     | 10    | 11    | Pontszám | Helyezés |
| ------------ | --------------- | ----- | ----- | ----- | ----- | ----- | ----- | ----- | ----- | ----- | ----- | ----- | -------- | -------- |
| Lee Lai Shan | Szörfvitorlázás | 5     | 10    | 5     | 8     | (17)  | 10    | 6     | 6     | 4     | 5     | (20)  | 59,0     | 6.       |